# Spisa friulska

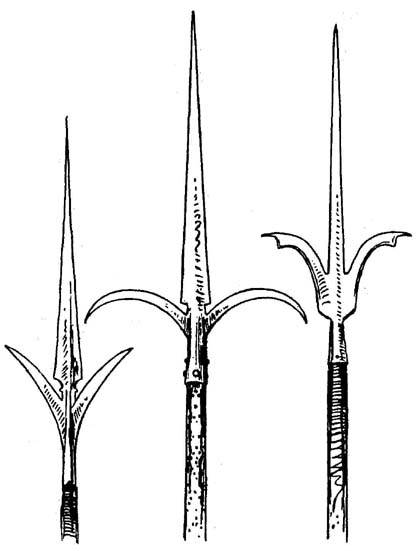

Spisa friulska (in. spetum) – rodzaj broni drzewcowej o wąskim, prostym i długim (35–40 cm) żeleźcu w formie grotu, z dwoma bocznymi, również wąskimi kolcami, często wygiętymi wachlarzowato ku dołowi, osadzonym na długim drzewcu (1,8-2,4 m).
Broń ta była używana przez piechotę w Europie Zachodniej, głównie we Włoszech, gdzie pojawiła się w XIV wieku, a rozwinęła się w XV i pozostawała w użyciu przez kolejne stulecie. Nazwa broni pochodzi od historycznego regionu we Włoszech, Friuli. Blisko spokrewniona z pochodzącymi również z Włoch korseką i runką, których była poprzedniczką.